# اهل کوه
اهل کوه، روستایی در دهستان حسامی بخش مرکزی شهرستان سرچهان در استان فارس ایران است.

## جمعیت
بر پایه سرشماری عمومی نفوس و مسکن در سال ۱۳۹۵، جمعیت این روستا برابر با ۱۱۲ نفر (۴۰ خانوار) بوده است.